# Michele Perniola
Michele Perniola (ur. 6 września 1998 w Palagiano) – włoski piosenkarz.
Zwycięzca szóstej edycji programu Ti lascio una canzone (2012). Reprezentant San Marino podczas 11. Konkursu Piosenki Eurowizji Junior (2013) i 60. Konkursu Piosenki Eurowizji (2015).

## Życiorys
Urodził się w Palagiano, małym mieście we włoskiej prowincji Tarent, gdzie dorastał z rodzicami oraz dwiema młodszymi siostrami. Jedna z nich – Rafaella Perniola – również jest piosenkarką i m.in. reprezentowała San Marino podczas 12. Konkursu Piosenki Eurowizji dla Dzieci jako członkini zespołu The Peppermints. 

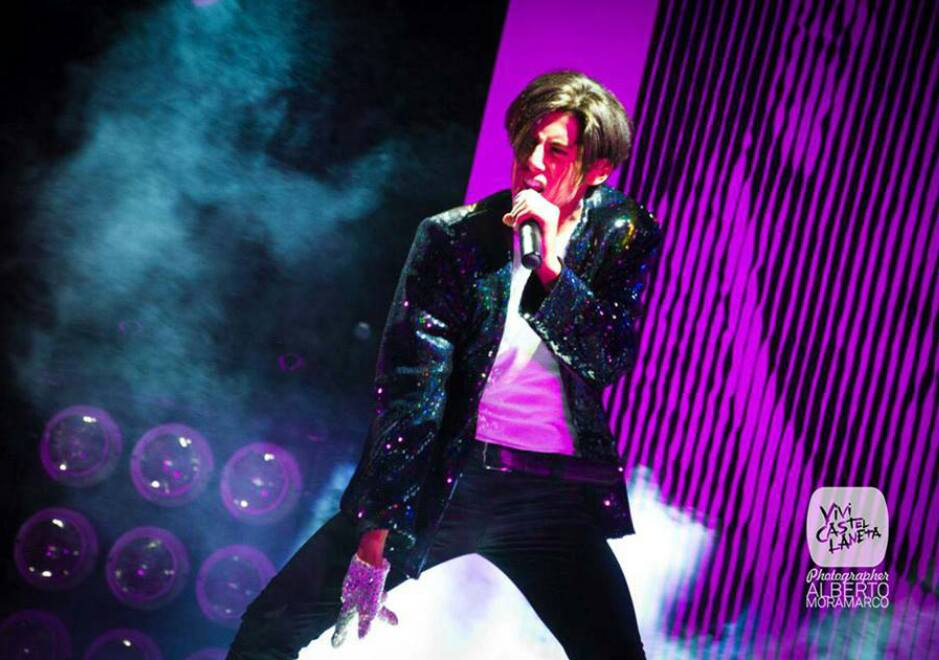
Perniola (2013)

Jako piosenkarz zaczął występować w wieku dziewięciu lat. Ogólnokrajową rozpoznawalność zdobył w grudniu 2012 dzięki wygraniu w finale szóstej edycji programu Ti lascio una canzone. W listopadzie 2013, reprezentując San Marino z utworem „O-o-O Sole Intorno a Me”, zajął 10. miejsce w finale 11. Konkursu Piosenki Eurowizji dla Dzieci w Kijowie. W maju 2014 podał punkty z San Marino podczas finału 59. Konkursu Piosenki Eurowizji, a pod koniec listopada ogłoszono, że w duecie z Anitą Simoncini będzie reprezentował kraj z utworem „Chain of Lights” w 60. Konkursie Piosenki Eurowizji w Wiedniu wystąpili 21 maja 2015 w drugim półfinale konkursu i zajęli w nim przedostatnie, 16. miejsce, przez co nie zakwalifikowali się do finału

## Dyskografia

### Single
- 2013 – „O-o-O Sole Intorno a Me”
- 2015 – „Chain of Lights” (z Anitą Simoncini)